# STRAT-X
Pour les articles homonymes, voir Strat.
 (mai 2020).
Si vous disposez d'ouvrages ou d'articles de référence ou si vous connaissez des sites web de qualité traitant du thème abordé ici, merci de compléter l'article en donnant les références utiles à sa vérifiabilité et en les liant à la section « Notes et références ».

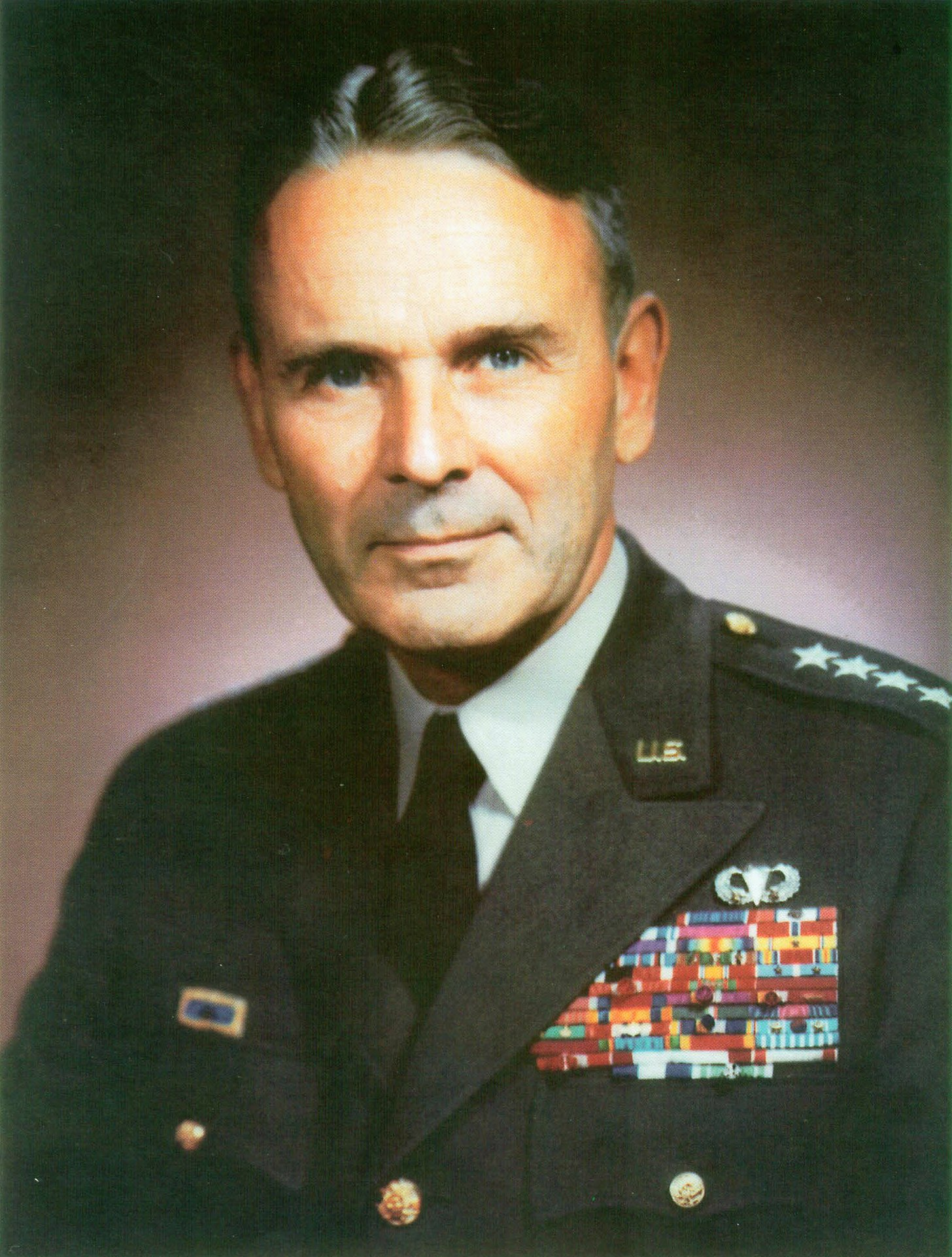
Le général Maxwell Davenport Taylor préside l'étude STRAT-X.

STRAT-X, ou Strategic-Experimental, est une étude menée en 1966 et 1967 et parrainée par le gouvernement américain qui a analysé le potentiel futur de la force de dissuasion nucléaire des États-Unis.
À l'époque, l'Union des républiques socialistes soviétiques fait des progrès importants dans les missiles nucléaires et dans la construction de défenses anti-missiles et missiles antibalistiques pour protéger ses installations stratégiques. Pour combler une potentielle lacune technologique entre les deux superpuissances, le Secrétaire américain de la Défense Robert McNamara a confié l'étude classifiée STRAT-X à l'Institute for Defense Analyses, qui a compilé un rapport de vingt volumes en neuf mois.
Le rapport a examiné plus de cent différents systèmes d'armes, entraînant finalement le développement des missiles balistiques intercontinentaux MGM-134 Midgetman et Peacekeeper, les sous-marins de classe Ohio et les missiles mer-sol balistique stratégique Trident notamment. Les journalistes considèrent STRAT-X comme ayant eu une influence majeure dans la politique nucléaire américaine.